# Эвин (герцог Тренто)

Лангобардское государство при короле Агилульфе

Эвин (Эоин; лат. Ewin, Eoin; первая половина 550-х—595) — герцог Тренто в 569/574—595 годах.

## Биография
Основными повествующими о герцоге Эвине нарративными источниками являются «История лангобардов» Павла Диакона и «История франков» Григория Турского.
О происхождении и ранних годах жизни Эвина ничего не известно. Предполагается, что он родился в Паннонии в первой половине 550-х годов. Высказываются мнения, что он мог быть христианином, сторонником доктрины о трёх главах. Вероятно, он участвовал в лангобардском завоевании Италии. Павел Диакон не сообщает об обстоятельствах получения Эвином власти над герцогством со столицей в Тренто. Хотя первое упоминание о Эвине как о правителе Трентского герцогства датировано 574 годом, предполагается, что он мог получить власть над этими землями сразу же после захвата города лангобардами в 569 году. Эвин контролировал часть северо-восточных областей Лангобардского государства, граничивших с землями франков и баваров.
Вероятно, укреплению власти Эвина способствовало отсутствие монарха на престоле Лангобардского королевства в 574—584 годах. В этот период, известный как «Правление герцогов», власть в королевстве принадлежала тридцати пяти владетелям, из которых в сочинении Павла Диакона поимённо упоминаются пять: Забан Павийский, Валлари Бергамский, Алахис I Брешийский, Эвин Трентский и Гизульф I Фриульский. По свидетельству Павла Диакона, «…в это время многие видные римляне были из корыстолюбия убиты, на прочих наложили дань, так что те платили лангобардским пришельцам третью часть своего урожая». Также историк сообщал, что примерно в 576 году жестокому преследованию со стороны лангобардов подверглись представители христианского духовенства и монашества Италии.
В середине 570-х годов (возможно, в 574/575 или 575/576 годах) франкское войско во главе с герцогом Храмнигизом вторглось в северные области Лангобардского государства. Инициаторами этого похода были франкские короли Гунтрамн и Сигиберт I, исполнявшие условия заключённого в 571 году договора с Византийской империей. В то же время против лангобардов начал военные действия византийский военачальник Бадуарий. Франками была захвачена крепость Анагнис (современный Нанно). Против захватчиков выступил лангобардский граф Валлагарины Рагило. Ему удалось возвратить контроль над Анагнисом, однако во время возвращения в свои владения у слияния Ноче и Адидже войско Рагило столкнулось с войском Храмнигиза. В сражении лангобарды потерпели тяжёлое поражение, граф Рагило и бо́льшая часть его воинов погибли. Храмнигиз разграбил почти все земли Трентского герцогства, но был разбит Эвином в сражении при Салурнисе (современном Салорно) и пал на поле боя. Трентскому герцогу досталась вся захваченная франками добыча. Бездеятельность Эвина на начальном этапе франкского вторжения современными историками объясняется его участием в отражении нападения Бадуария.
По свидетельству Павла Диакона, вскоре после этого (возможно, в 575 или 576 году), Эвин сочетался браком с неизвестной по имени дочерью «короля баваров» Гарибальда I. Брак с женщиной, связанной родственными узами с лангобардской королевской династией Летингов, сделал Эвина одним из наиболее знатных людей Лангобардского государства и возможным кандидатом на вакантный престол. Предполагается, что брак герцога Тренто с дочерью Гарибальда I закреплял лангобардо-баварский союз, направленный против франков.
Королевская власть в Лангобардском государстве была восстановлена в 584 году, когда с согласия знати новым королём был избран Аутари. Для обеспечения нужд нового правителя королевства каждый из герцогов передал монарху половину своих владений. Вероятно, Эвин мог сыграть определяющую роль в избрании нового лангобардского короля.
Избрание монарха было вызвано, в том числе, и возросшей угрозой для лангобардов со стороны византийцев и франков, правители которых — король Австразии Хильдеберт II и император Маврикий — заключили в 584 году союз. Следствием соглашения стало нападение франкского войска на Трентское герцогство. Одновременно византийское войско под командованием лангобардского перебежчика, герцога Дроктульфа, захватило несколько городов на Паданской равнине, что вынудило короля Аутари заключить с экзархом Равенны Смарагдом трёхлетнее перемирие.
Во второй половине 580-х годов (по разным данным, в 586, 587 или 588 году) Эвин по приказу короля совершил успешный поход в Истрию, во время которого целый год разорял византийские владения, грабя местных жителей и сжигая здешние поселения. Результатом этого похода стало перемирие, заключённое на один год между лангобардами и византийцами. Предполагается, что одной из целей этого похода было отторжение фриульского герцога Гразульфа I от союза с византийцами. Вероятно, Аутари сомневался в верности герцога. Успех же похода Эвина вынудил Гразульфа разорвать союз с равеннским экзархом. После этого Эвин с богатой добычей и выплаченной византийцами контрибуцией возвратился к королю Аутари.
В 588 или 589 году, во время нового конфликта баваров с франками, герцог Гарибальд I отослал к Эвину в Тренто двух своих детей, сына Гундоальда и дочь Теоделинду. Последняя, старшая сестра супруги Эвина, 15 мая 589 года стала супругой короля Аутари. Торжественная церемония бракосочетания состоялась в окрестностях Вероны.
Вероятно, скрепление родственными узами правителей лангобардов и баваров, вызвало недовольство франкских королей. В 589 или 590 году Хильдеберт II направил в Лангобардское королевство войско во главе с двадцатью герцогами, из которых главными были Аудуальд, Оло и Хедин. Франкским военачальникам предписывалось действовать совместно с византийскими войсками экзарха Равенны Романа. Главной целью франкского вторжения были восточные области Паданской равнины, в том числе, земли Трентского герцогства. Отряд под командованием Оло был разбит при попытке захватить Беллинцонскую крепость, а его военачальник погиб. Аудуальд и шесть других герцогов разбили лагерь вблизи Милана, безуспешно ожидая подхода византийской армии. Часть армии во главе с Хедином и ещё тринадцатью военачальниками вторглась с северо-востока в Трентское герцогство. Пять небольших крепостей (лат. castella), а также каструмы Тесана, Малетум, Сермиана, Аппианум, Фагитана, Кимбра, Витианум, Бремтоникум, Волаенес, Эннемасе, два укрепления в Алсуке и одно в Вероне были захвачены и разрушены. Их жители были угнаны в плен, но епископам Ингенуйну Бриксенскому и Агнеллу Трентскому удалось выкупить некоторых из них. Когда войско франков дошло до Рура, из-за вспыхнувшей эпидемии дизентерии оно всего через три месяца после начала похода было вынуждено возвратиться во Франкское государство. В письме к Хильдеберту II равеннский экзарх Роман с гневом писал о том, что Хедин перед возвращением на родину возвратил лангобардам все их укрепления и заключил с врагами короля десятимесячное перемирие.
В сентябре 590 года скончался король Аутари и его вдова Теоделинда вступила в брак с Агилульфом. Хотя средневековые источники приписывают инициативу этого брака Теоделинде, не исключено, что в выборе кандидатуры её нового супруга решающую роль сыграл Эвин. Взойдя на престол, Агилульф принял меры для нормализации отношений с франками. По повелению короля Эвин в 591 году возглавил лангобардское посольство к королю Хильдеберту II. Результатом переговоров стало заключение мирного договора между правителями лангобардов и франков, по которому Агилульф обязывался выплачивать Хильдиберту II ежегодно 12 000 солидов дани. Трентский епископ Агнелл был направлен Агилульфом ко двору королевы Брунгильды, где он добился согласия на выкуп пленных лангобардов.
Эвин, успешная военная и дипломатическая деятельность которого способствовала сохранению независимости Лангобардского государства, умер в 595 году. Новым правителем Трентского герцогства стал Гайдоальд.